# Кочиш (Удмуртия)
Кочиш — деревня в Якшур-Бодьинском районе Удмуртской республики.

## География
Находится в центральной части Удмуртии на расстоянии приблизительно 36 км на запад по прямой от районного центра села Якшур-Бодья.

## История
Известна с 1873 года как починок Сюрерья (Качиши) с 10 дворами. В 1893 году учтено дворов 29 (все удмуртов), в 1905 — 28, в 1924 — 46. До 2021 год входила в состав Варавайского сельского поселения.

## Население
Постоянное население составляло 85 человек (1873 год), 147 (1893), 231 (1905), 297 (1924), 78 человек в 2002 году (удмурты 92 %), 49 в 2012.